# Ganfei
Ganfei is een plaats (freguesia) in de Portugese gemeente Valença en telt 1312 inwoners (2001).

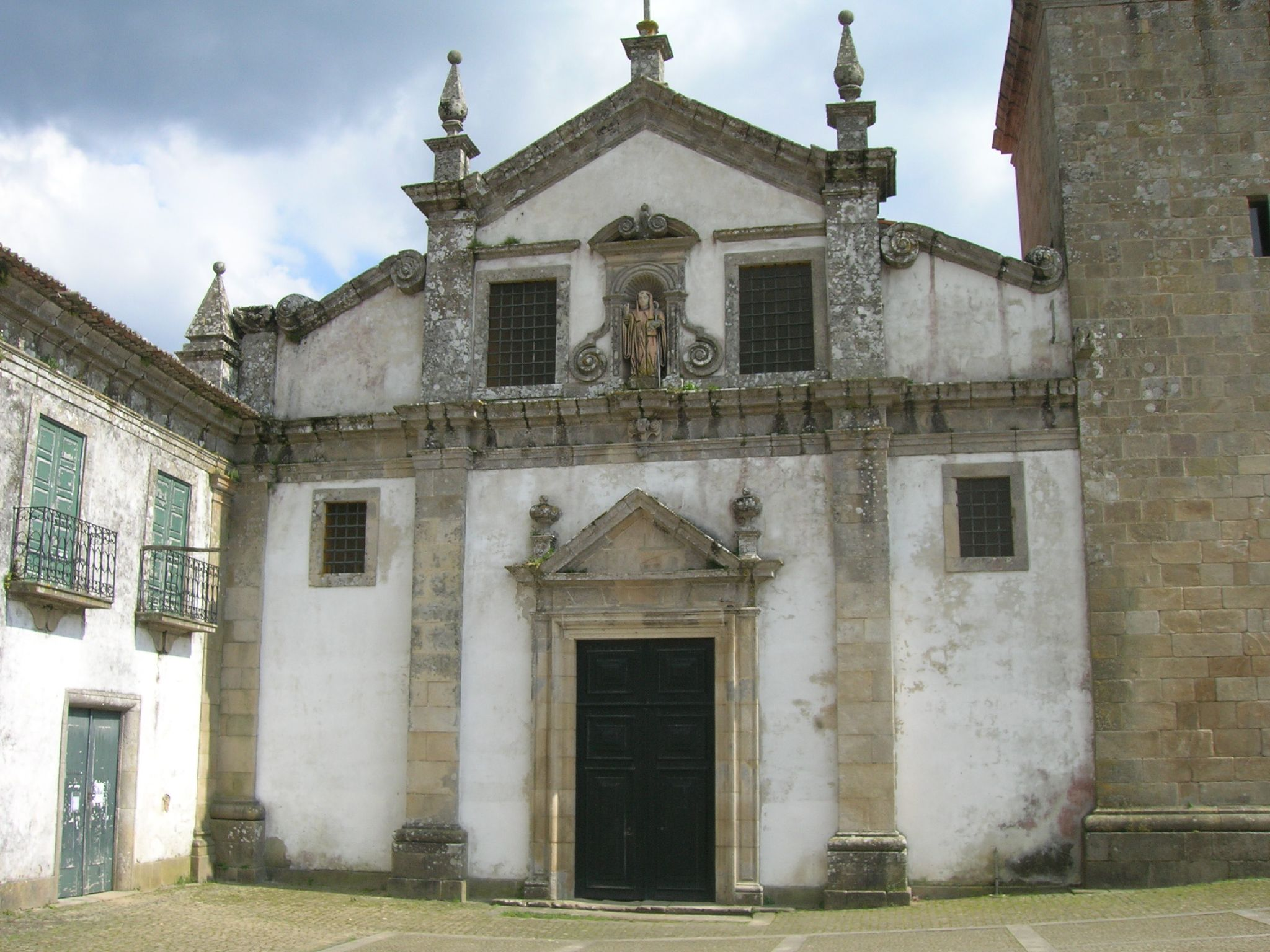
Conventkerk van Ganfei

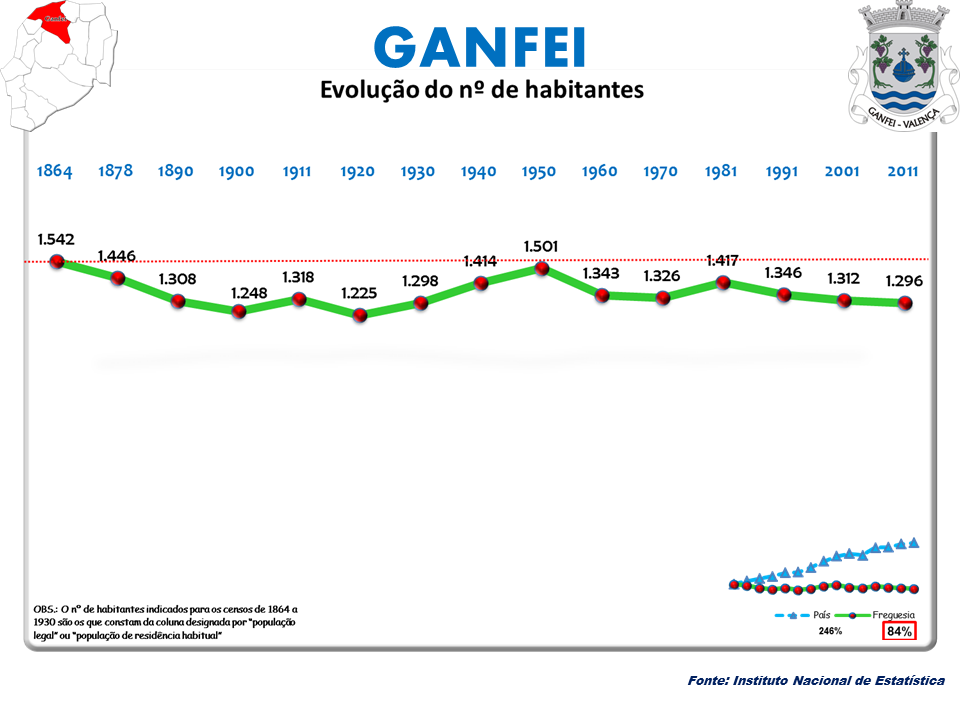
Bevolkingsontwikkeling tussen 1864 en 2011